# Aleandro Baldi
Aleandro Baldi (* 11. April 1959 in Greve in Chianti, Toskana, als Aleandro Civai) ist ein italienischer Sänger.

## Karriere
Entdeckt durch Giancarlo Bigazzi debütierte er beim Sanremo-Festival 1986 mit E la nave va, wo er den zweiten Platz der Newcomer-Kategorie erreichte. Beim Sanremo-Festival 1989 landete er mit E sia così auf dem dritten Platz in der „mittleren“ Kategorie Emergenti. 1992 gewann er die Newcomer-Kategorie des Festivals schließlich: Er sang im Duett mit Francesca Alotta das Lied Non amarmi. Dieses Lied wurde später auf Spanisch übersetzt und von Jennifer Lopez und Marc Anthony im Duett mit Erfolg gecovert. Zwei Jahre später gewann Baldi das Festival auch in der Hauptkategorie mit Passerà.
Baldi ist von Geburt an blind.

## Diskografie
Alben
- 1987 – Aleandro Baldi
- 1989 – E sia così
- 1992 – Il sole
- 1994 – Ti chiedo onestà
- 1996 – Tu sei me
- 2002 – Il meglio e il nuovo
- 2007 – Liberamente tratto
- 2010 – Italian Love Songs